# Frontière entre la Russie et la Turquie
La frontière entre la Russie et la Turquie est entièrement maritime, intégralement située en mer Noire. Le tracé de cette frontière maritime a été établi par un accord bilatéral en 1978 et en 1986-1987.